# Кичкеево (Чувашия)
Ки́чкеево (чув. Киччӗ) — деревня в Янтиковском районе Чувашской Республики. Входит в состав Можарского сельского поселения.

## Местонахождение
Деревня размещается по левой стороне реки Кубня на границе Татарстана.
Чувашское название: Киччĕ яле.
Можарское сельское поселение
Женщин: 157.
Мужчин: 168.
Всего: 325.
Наименование улиц:
- Калинина
- Кирова
- Ленина
- Новая
- Первомайская
- Петра Сергеева
- Чапаева
- Южная

## История
Предположительно деревня возникла в начале XVII века. В 1710 году в деревне числилось около 10 дворов. В 1781—82 годах в деревне проживало уже 71 душа, а в 1859 году в 42 дворах проживало 132 мужчины и 139 женщин.